# Kroman
Kroman is een bestuurslaag in het regentschap Gresik van de provincie Oost-Java, Indonesië. Kroman telt 3691 inwoners (volkstelling 2010).